# 마크리누스
마르쿠스 오펠리우스 마크리누스(Marcus Opellius Macrinus, /məˈkrɪnəs/ ;  165경 ~ 218년 6월)는 217년 4월부터 218년 6월까지 어린 아들 디아두메니아누스와 함께 재위했던 로마 황제이다. 마우레타니아 카이사리엔시스 속주에 위치한 도시인 카이사레아 (현재 알제리의 체르첼)의 베르베르인 에퀴테스 가문 출신으로 최초로 로마 원로원 출신이 아닌데다가 재위 기간 동안 로마를 방문한 적 없는 황제이다. 황제가 되기 전 마크리너스는 카라칼라 황제 밑에서 프라이펙투스 프라이토리오로 재직하며 로마의 내정을 담당했다. 이후 카라칼라를 살해하고 스스로 황제가 되었다.
마크리누스는 제국의 동부 속주에 있는 동안 217년 4월 11일에 로마 황제로 선포되었고, 이후 원로원에 의해 황제로 추인되었다. 그러나 재위 기간 동안 로마로 돌아갈 기회를 얻지 못했다. 당시 카라칼라의 정책으로 인해 로마는 재정난에 처해 있었으며 파르티아 제국, 고대 아르메니아 왕국, 다키아 등 여러 왕국과 전쟁을 수행해야 했다. 이에 마크리너스는 황제로서 로마의 경제적, 외교적 안정을 회복하기 위한 개혁을 시행하려고 시도했다. 마크리너스의 외교적 조치로 각 왕국들과 평화를 이루었지만, 재정 개혁으로 인해 로마 군인들로부터 불만을 샀다.
이를 감지한 카라칼라의 이모 율리아 마에사는 반란을 일으켜 14살 손자 엘라가발루스를 황제로 옹립했다. 218년 6월 8일 마크리너스는 안티오키아 전투의 패배로 축출되었으며, 엘라가발루스는 반란을 일으킨 로마 군단의 지원을 받아 자신을 황제로 선포했다. 도망친 마크리너스는 로마로 가려고 했으나 칼케돈에서 체포되어 이후 카파도키아에서 처형당했다. 파르티아의 황제 아르타바누스 4세에게 보낸 아들 디아두메니아누스 또한 목적지에 도착하기 전에 붙잡혀 처형되었다. 마크리너스가 죽은 후, 원로원은 마크리너스와 디아두메니아누스를 로마의 적이라고 선언하며 기록말살형에 처했다.

## 배경 및 경력
마크리너스는 마우레타니아 카이사리엔시스 속주에 위치한 카이사레아 (현재 알제리 체르첼시)에서 베르베르계 에퀴테스 계층 가문에서 태어났다. 역사학자 데이비드 포터는 마크리너스가 귀에 뚫린 구멍은 베르베르인들의 고유 풍습이라고 적었다. 높은 수준의 교육을 받았던 마크리너스는 로마 정계에 진출할 수 있었으며,  유능한 법조인으로 명성을 얻으면서 셉티미우스 세베루스 치하에서 주요 보직을 맡게되었다. 세베루스의 후계자인 카라칼라는 마크리너스를  프라이토리아니의 프라이펙투스 프라이토리오로 임명했다.
마크리너스는 카라칼라 황제의 총애를 받았지만, 한 아프리카 출신 예언자가 마크리너스가 황제를 폐위하고 뒤를 이을 것이라고 예언을 퍼뜨리자 이를 접한 마크리너스는 카라칼라가 이 소식을 알고 자신을 제거하기 전 먼저 살해하기로 결심한다.
217년 봄, 마크리너스와 카라칼라는 파르티아 제국에 대한 원정을 준비하기 위해 동부 속주에 있었다. . 4월에 카라칼라는 카레 전투가 벌어졌던 곳 근처에 있는 루나 신전을 방문했는데, 마크리너스를 포함한 개인 경호원들만 동행했다. 4월 8일, 카라칼라는 성전으로 여행하던 중 마크리너스의 사주를 받은 군인 유스티노 마르티알리스에게 칼에 찔려 사망했다. 직후 마르티알리스는 근위대로부터 살해당했다.
로마는 2~3일을 황제 없이 보냈다. 4월 11일 마크리너스는 원로원의 승인을 기다리지 않고 자신을 황제로 선포하고 모든 칭호와 권한을 행사했다. 근위대가 황제로서의 권위를 뒷받침했고, 멀리 떨어진 원로원은 개입할 힘이 없었다. 마크리너스는 황제로서 로마로 돌아오지 않았고 통치 기간 동안 안티오키아에 머물렀다. 마크리너스는 원로원 의원이 아닌 에퀴테스 계급 출신의 최초의 황제였으며 또한 최초의 마우레타니아계 출신 황제이기도 했다. 세베루스 왕조를 기리는 의미에서 세베루스라는 이름을 채택했고, 아내 노니아 셀사  에게 아우구스타라는 제국의 칭호를 수여했으며, 네르바-안토니누스 왕조를 기리는 의미에서 아들 디아두메니아누스에게 카이사르라는 칭호와 안토니누스라는 이름을 부여하며 만들었다. 디아두메니아누스는 왕위에 오를 당시 여덟 살이었다.

## 재위
에퀴테스 출신이라는 경력에도 불구하고 원로원은 카라칼라를 제거한 것과 근위대의 지지를 받고 있다는 이유로 마크리너스를 황제로 승인했다. 원로원은 마크리너스가 마우레타니아 출신이라는 것보다는 에퀴테스 계층 출신이라는 것에 더 근심을 품으며 지켜보았다. 또한 원로원 출신이 아닌데다가 무력으로 황제가 되었기 때문에 멸시를 받았다.
마크리너스는 황제에 즉위할 당시에 전임자가 남겨둔 몇 가지 문제를 처리해야 했다. 카라칼라는 외교보다는 전쟁을 선호하는 경향이 있었기 때문에 마크리너스가 해결해야 할 갈등이 산적해있었으며, 또한 카라칼라 재위 동안의 방만한 재정 지출을 해결해야했다. 카라칼라는 군인들의 연봉을 2,000세스테르티우스에서 3,000세스테르티우스로 크게 늘렸는데, 이로 인해 증가된 지출로 인해 재정적자를 충당하기 위해 카라칼라는 자신이 가지고 있는 모든 수입원을 털어내야 했으며, 국고는 바닥난 상태였다.
마크리너스는 처음에 파르티아의 위협에 시달렸는데, 로마는 카라칼라 통치 이래로 파르티아와 전쟁을 벌여 왔기 때문이다. 마크리너스는 217년 니시비스에서 승산 없는 전투를 치른 후 파르티아와 평화 협정을 맺었다. 평화를 얻는 대가로 마크리너스는 파르티아의 황제 아르타바누스 4세에게 막대한 배상금을 지불해야 했다. 당시 로마는 다키아와 아르메니아로부터도 위협을 받고 있었으므로 파르티아와의 어떤 거래라도 로마에 유익했을 가능성이 크다. 이후 마크리너스는 아르메니아로 관심을 돌렸다. 216년, 카라칼라는 아르메니아의 코스로프 1세와 가족을 투옥했다. 코스로프가 자신과 아들들 사이의 문제를 논의하기 위해 카라칼라와 회담하기로 동의한 뒤였다. 카라칼라는 대신 아르메니아를 통치할 새로운 로마 총독을 임명했다. 이로 인해 분노한 아르메니아인들은 곧 로마에 반란을 일으켰다. 마크리너스는 코스로프의 아들이자 후계자인 티리다테스 2세에게 왕관과 전리품을 돌려주고 어머니를 감옥에서 풀어주었으며, 아르메니아를 로마의 속국으로 회복함으로써 평화 조약을 맺었다. 마크리너스는 인질 석방을 통해 다키아와도 평화를 이루었지만 이 일은 마크리너스 자신이 아니라 마르키우스 아그리파가 처리했을 가능성이 크다. 외교 정책에 있어서 마크리너스는 외교적으로 분쟁을 해결하려는 경향을 보였고 군사적 갈등에 개입하는 것을 꺼렸는데, 이는 개인적 선호도보다는 자원과 인력의 부족 때문일 것으로 추정된다.
마크리너스는 카라칼라의 재정 정책을 뒤집었으며 셉티미우스 세베루스 시절과 유사한 정책을 시행했다. 카라칼라의 통치 기간 동안 징집된 군인들은 엄청난 액수의 봉급를 받았지만, 마크리너스는 이미 징집된 군인들에게는 높은 봉급과 은사금을 유지하되 신병들에 대해선 세베루스가 정한 수준으로 낮추었다. 또한 마크리너스는 로마 통화를 재평가하여 데나리우스의 은 순도와 무게를 카라칼라 말기 50.78%와 1.66그램에서 57.85%와 1.82그램으로 늘렸는데, 이는 197년에서 209년 기간 동안 세베루스의 재정 정책을 본뜬 것이다. 마크리너스는 이를 통해 세베루스의 통치 기간 동안 누렸던 상대적인 경제적 안정을 되돌리려 시도했지만,  이는 당시 막강한 권력을 가지고 있던 고참 군인들의 불만을 샀는데, 신병 급여를 삭감한 것이 결국 자신들의 특권과 급여가 감소할 징조라고 여겼기 때문이다. 이로 인해 마크리너스는 자신의 지지 기반이었던 군인들로부터 인기가 크게 떨어졌다.
카라칼라의 어머니 율리아 도므나는 마크리너스가 황제가 되었을 때 처음에는 평화롭게 지냈으나, 마크리너스가 자신을 상대로 음모를 꾸민다는 사실을 알아내고 안티오키아에 가택 연금했다, 이 무렵 도므나는 유방암으로 추정되는 병을 앓고 있었고 곧 안티오키아에서 아사했다. 그 후 마크리너스는 돔나의 여동생 율리아 마에사와 아이들을 시리아의 에메사로 돌려보냈고, 마에사는 그곳에서 마크리너스를 전복시키려는 계획을 실행에 옮겼다. 마크리너스는 황제로 선언된 후에도 로마로 가지 않고 안티오키아에 남았는데, 이 때문에 로마에서 인기가 없었고 결국 몰락의 원인 중 하나가 되었다.

## 몰락

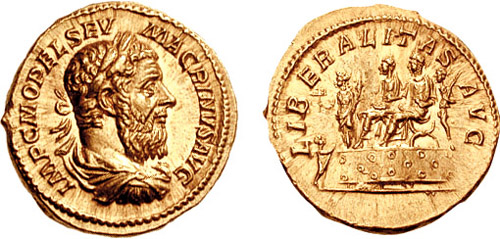
마크리너스의 아우레우스

율리아 마에사는 20년 동안 모은 엄청난 재산을 가지고 엘라가발루스를 포함한 손주들을 데리고 에메사로 갔다. 14세의 엘라가발루스는 에메사의 페니키아 태양신 엘라가발루스 (또는 엘가발)를 숭배하는 종교의 제사장이었다. 라파네아 인근의 캠프에 주둔하고 있던 갈리카 제3군단 소속 군인들은 자주 에메사를 방문하여 엘라가발루스가 사제 의식과 의무를 수행하는 것을 지켜보았다. 마에사는 이것을 이용하여 군인들에게 엘라가발루스가 실제로 카라칼라의 사생아라는 암시를 주었다. 5월 16일, 갈리아 제3군단은 라파네아에 있는 주둔지에서 엘라가발루스를 황제로 선포했다. 엘라가발루스의 반란 이후 마크리너스는 아파메아로 여행을 떠나 아들 디아두메니아누스에게 아우구스투스라는 칭호를 부여하고 공동 황제로 만들었다.

### 처형
마크리너스는 반란이 일어났음을 알았지만 대응을 머뭇거리며 안티오키아에 남았다. 다른 한편 울피우스 율리아누스가 지휘하는 기병대를 보내 반란군을 탈환하려고 했지만 실패해 율피우스 또한 사망했으며, 엘라가발루스의 군대를 더욱 강화시키는 결과만을 남겼다. 얼마 지나지 않아 엘라가발루스의 스승 간니스가 이끄는 군대가 안티오키아로 진군하여 218년 6월 8일 안티오키아에서 약 24마일 떨어진 임매 마을 근처에서 마크리너스의 군대와 교전했다. 이어지는 안티오키아 전투 중간에 마크리너스는 탈주했다. 이후 안티오키아에서도 전투가 일어나자 그곳에서도 도망쳐야 했다. 이후 엘라가발루스가 로마 제국의 새로운 통치자로 안티오키아에 입성했다. 마크리너스는 로마로 도망쳤지만 칼케돈에서 체포되었다. 아들이자 공동 황제였던 디아두메니아누스는 파르티아의 아르타바누스 4세 의 보호를 받도록 보내졌지만, 제우그마에서 포로로 잡혀 218년 6월에 처형되었다. 디아두메니아누스의 황제 통치 기간은 한 달도 채 되지 않았으며 사망 당시 나이는 약 10세였다. 마크리너스는 아들의 죽음을 알게 된 후 탈옥을 시도했지만 실패하면서 부상을 입었고 그 후 카파도키아에서 처형당해 머리는 엘라가발루스에게 보내졌다. 마크리너스와 마찬가지로 디아두메니아누스의 머리도 잘려 엘라가발루스에게 전리품으로 보내졌다.

### 기록말살형
마크리너스와 아들 디아두메니아누스의 죽음에 대한 소식이 전해지자 즉시 원로원에 의해 국가의 적이라고 선언되었고, 엘라가발루스는 원로원에서 새로운 황제로 인정받았다.  국가의 적으로 선언되며  둘의 초상화가 파괴되었고, 이름도 비문과 파피루스에서 삭제되었다. 마크리너스에 대항하여 엘라가발루스를 지지하며 반란을 일으킨 로마 군인들에 의해 마크리너스의 모든 작품과 소유물도 파괴되었다. 마크리너스에 대한 기록말살형으로  현존하는 마크리너스의 대리석 흉상 중 다수는 기록말살형으로 인해 파손되었으며, 마크리너스와 디아두메니아누스를 묘사한 많은 동전도 파괴되었다. 이는 로마에서 마크리너스의 인기가 없다는 증거로 여겨진다.

## 내용주
1. ↑  히스토리아 아우구스타의 저자가 지어낸 이름이다.[15]

### 참고문헌
- Boatwright, Mary Taliaferro; Gargola, Daniel J; Talbert, Richard J. A. (2004). 《The Romans, from village to empire》. Oxford University Press. ISBN 0-19-511875-8.
- Bunson, Matthew (2014). 《Encyclopedia of the Roman Empire》. Infobase Publishing. ISBN 978-1-4381-1027-1.
- Cooley, Alison E. (2012). 《The Cambridge Manual of Latin Epigraphy》. Cambridge University Press. 496쪽. ISBN 978-0-521-84026-2.
- Crevier, Jean Baptiste Louis (1814). 《The History of the Roman Emperors From Augustus to Constantine》 8. F. C. & J. Rivington.
- Downey, Glanville (1961). 《History of Antioch in Syria: From Seleucus to the Arab Conquest》. Literary Licensing. ISBN 1-258-48665-2.
- Dunstan, William (2011). 《Ancient Rome》. Lanham: Rowman & Littlefield. ISBN 978-0-7425-6832-7.
- Harl, Kenneth. “Roman Currency of the Principate”. 《Tulane University》. 2001년 2월 10일에 원본 문서에서 보존된 문서.
- Gibbon, Edward (1776). 《The History of the Decline and Fall of the Roman Empire》 1.
- Goldsworthy, Adrian (2009). 《How Rome Fell: Death of a Superpower》. New Haven: Yale University Press. ISBN 978-0-300-16426-8.
- Icks, Martijn (2011). 《The Crimes of Elegabalus: The Life and Legacy of Rome's Decadent Boy Emperor》. I. B. Tauris. ISBN 978-1-84885-362-1.
- Mennen, Inge (2011). 《Power and Status in the Roman Empire, AD 193–284》. Impact of Empire 12. Brill Academic. ISBN 978-9004203594. OCLC 859895124.
- Naylor, Phillip (2015). 《North Africa, Revised Edition: A History from Antiquity to the Present》. University of Texas Press. ISBN 978-0-292-76190-2.
- Payaslian, S. (2008). 《The History of Armenia: From the Origins to the Present》. Springer. 32쪽. ISBN 978-0-230-60858-0.
- Potter, David S. (2004). 《The Roman Empire at Bay, AD 180–392》. Routledge. ISBN 0-415-10058-5.
- Scott, Andrew (2008). 《Change and Discontinuity Within the Severan Dynasty: The Case of Macrinus》. Rutgers. ISBN 978-0-549-89041-6.
- Vagi, David (2000). 《Coinage and History of the Roman Empire, C. 82 B.C. – A.D. 480: History》. Taylor & Francis. ISBN 1-57958-316-4.
- Varner, Eric (2004). 《Mutilation and transformation: damnatio memoriae and Roman imperial portraiture》. Brill Academic. ISBN 90-04-13577-4.